# Johansfors
Johansfors est une localité de Suède dans la commune d'Emmaboda située dans le comté de Kalmar.
Sa population était de 431 habitants en 2019.